# Prijanovići (gmina Požega)
Prijanovići (cyr. Пријановићи) – wieś w Serbii, w okręgu zlatiborskim, w gminie Požega. W 2011 roku liczyła 396 mieszkańców.